# Juan Pablo Avendaño
Juan Pablo Avendaño (Laguna Larga, 10 maggio 1982) è un ex calciatore argentino, di ruolo difensore.

## Palmarès

### Club

#### Competizioni nazionali
- Coppa di Turchia: 1

Kayserispor: 2007-2008